# Stony Lake (Kawartha Lakes)
Der Stony Lake (englisch für „steiniger See“) ist ein See im Peterborough County der kanadischen Provinz Ontario.

## Lage
Der See ist der östlichste der Kawartha Lakes und Teil des Trent-Severn-Wasserweg. Er ist gegliedert in einen östlichen Teil, den Upper Stony Lake, und dem eigentlichen Stony Lake. Im Süden schließt sich beim Hells Gate der Clear Lake an.
Das Wasser des westlich gelegenen Lower Buckhorn Lake fließt über den kleineren Lovesick Lake dem Stony Lake zu. Dabei durchströmt es bei Burleigh Falls die Schleuse Lock #28. Die Höhendifferenz beträgt 7,3 m.
Weitere wichtige Zuflüsse bilden die von Norden in den See mündenden Eels Creek und Jack Creek.
Der Hauptabfluss des Stony Lake führt über den Clear Lake, den Katchewanooka Lake, den Otonabee River zum Rice Lake und weiter über den Trent River zum Ontariosee.
Ein weiterer Abfluss führt über den Gilchrist Bay Dam und den Indian River ebenfalls zum Rice Lake.

## Name
Stony Lake wurde von den frühen europäischen Siedlern als "Salmon Trout Lake" bezeichnet.
Der See gehört zum klassischen Ontario "cottage country", welches von vielen Leuten im Sommer besucht wird, wobei sich immer mehr ganzjährig am Seeufer niederlassen.
Des Weiteren wird der See von Booten, die den Trent-Severn-Wasserweg befahren, und Sportfischern angesteuert.
Zu den Fischen, die im See gefangen werden, zählen Schwarzbarsch, Forellenbarsch, Glasaugenbarsch und Muskellunge.

## Geographie
Stony Lake ist im Peterborough County gelegen, etwa 2 Autostunden nordöstlich von Toronto.
Der See hat eine Länge von etwa 15 km, eine Breite von 1,5 km und liegt auf einer Höhe von 234 m.
Mit dem Clear Lake zusammen bildet er eine 28 km² große Wasserfläche mit einer Vielzahl an Inseln und Eilanden.

## Geologie
Geologisch betrachtet liegen die Kawartha Lakes an der Grenze von zwei wichtigen Landschaften.
Wie viele andere Seen in Ontario entstand der See während und im Anschluss an die letzte Eiszeit.
Der See grenzt an den Kanadischen Schild und der Landschaft der Großen Seen und des Sankt-Lorenz-Tieflands.
Im Norden des Sees tritt schroffes Granitgestein des Kanadischen Schilds auf, während
der See im Süden von einer hügeligen stark bewaldeten Landschaft umgeben ist.